# Viti Levu
Viti Levu (IPA: [ßi ti le ßu]) je největším ostrovem Fidži. Nachází se na 17,80° jižní šířky a 178,00° východní délky. Je 146 kilometrů dlouhý a 106 kilometrů široký a prostírá se na rozloze 10,388 km². V celé Oceánii, vyjma Tasmánie a severního a jižního ostrova Nového Zélandu, Viti Levu předčí svou rozlohou pouze Havaj a Nová Kaledonie.

## Historie
Věří se, že Viti Levu je obydleno déle nežli severní ostrov Vanua Levu. Podle tradování první melanéští osadníci přistáli na Vuda Point a založili Viseisei, nejstarší fidžijskou osadu.

## Charakter území a hospodářství
Podle geologů se Viti Levu během věků několikrát ponořilo pod hladinu oceánu a bylo pokryto lávou a jinými vulkanickými materiály. Zemětřesení a vulkanické erupce mají na svědomí jeho poněkud zvrásněný povrch. Ostrov je zhruba rozdělen na dvě části severojižním pohořím. Jeho východní část má díky tomu časté srážky, přinesené převládajícími východními větry, zatímco západní část ostrova je mnohem více suchá. Podle toho na západě prosperuje produkce cukrové třtiny a na východě produkce mléka. V Yaqara, na půli cesty mezi Tavua a Rakiraki je největší fidžijský ranč s hovězím dobytkem, se 7 000 kusy na 70 km².
Střed ostrova je zalesněn. Nejvyšší vrchol je Tomanivi (Mount Victoria) s 1 324 m.

## Politika
Osm ze čtrnácti fidžijských provincií je na Viti Levu. Ba, Nadroga-Navosa a Ra, zahrnují západní oblast, zatímco Naitasiri, Namosi, Rewa, Serua a Tailevu tvoří centrální oblast. Z části kvůli vysokému zastoupení indo-fidžijců, jejichž předci přišli na Fidži jako dělníci z Indie v letech 1879 až 1916, veřejná hybná síla západního Viti Levu, je poněkud odlišná od té na východě, kde jsou, vedle mnohonárodních městských oblastí, mnohem více zastoupeni původní fidžijští obyvatelé.

## Významná města
Na jihovýchodě Viti Levu leží fidžijské hlavní město Suva. Další významná města, všechna ležící na pobřeží, jsou Ba, Lautoka, Nadi, Nausori, Rakiraki, a Sigatoka. Hlavní silnice obepíná ostrov po celém obvodu. Jižní část silnice se jmenuje King's Road, severní Queen's Road. Další významné lokality jsou pláž Natadola Beach a Pacific Harbour, prvotřídní turistické letovisko 50 kilometrů západně od Suvy.